# Medja
Medja (Egyptisch: mḏȝ, ook: Matoi, Madoi, Madai) was in het Oude Egypte de benaming voor een land in Nubië ten oosten van de tweede tot vierde cataracten. Het strekte zich uit tot in de bergen van de Nubische Woestijn.
In de Egyptische mythologie wordt het land Medja genoemd bij de reizen van de god Min van Koptos. Een hymne uit de tijd van het Nieuwe Rijk verteld hoe Min op terugreis van Poent over de bergen van Medja reist om welriekende wierook mee te nemen.
De bewoners van Medja werden de Medjay (mḏȝy) genoemd. Onder Thoetmosis I ondernam het Egyptische leger meerdere veldtochten naar het zuiden en het land tot de derde cataract werd ingelijfd. Vele Medjay traden in Egyptische dienst als grenswachten en bewakers van belangrijke objecten. De stamnaam Medjay werd in het Egyptisch tot een synoniem voor "militie", en meer in het bijzonder de Medjay-eenheden.
Archeologisch worden de Medjay met de pangrafcultuur geassocieerd.